# Coirpre Cromm mac Crimthainn
Coirpre Cromm mac Crimthainn (... – 577) fu un re del Munster, che apparteneva agli Eóganacht Glendamnach, ramo della dinastia regnante degli Eóganachta. Aveva la sua base a Glanworth, nella contea di Cork. Era figlio di Crimthann Srem mac Echado (morto attorno al 542).
La cronologia dei re del Munster del VI secolo nelle fonti è contraddittoria. Gli Annali di Tigernach lo indicano come re nel 542, ma poi parlano di un altro re per il 545, Cormac mac Aillela. Gli annali menzionano di nuovo la sua morte ma nel 577 dopo 17 anni di regno, mentre i Laud Synchronisms parlano di 22 anni di regno. Egli menzionato non solo nelle liste reali contenute nei Laud Synchronisms, ma anche nel Libro di Leinster e nella saga Senchas Fagbála Caisil (La storia del ritrovamento di Cashel).
Nel 572 combatté la battaglia di Feimin (pianura tra Cashel e Clonmel, nella contea di Tipperary) e sconfisse Colmán Bec mac Diarmata (morto nel 585) e molti degli uomini di Meath furono uccisi. Dettagli su questa battaglia sono contenuti in un poema che parla dell'origine del nome di Loch Cenn.
Suoi figli furono Feidlimid mac Coirpri Chruimm, che fu forse del Munster, e Áed Fland Cathrach, antenato dei successivi sovrani provenienti dalla linea di discendenza Glendamnach. Assegnò Cloyne alla chiesa e il suo primo vescovo fu Colman di Cloyne. La moglie, dopo la sua morte, sposò Feidlimid mac Tigernaig, anche lui re del Munster..